# William Anthony Johnson
William Anthony Johnson (* 20. August 1832 in Somers Town, Vereinigtes Königreich; † 27. März 1909 in London) war ein britischer Geistlicher und römisch-katholischer Weihbischof in Westminster.

## Leben
William Anthony Johnson empfing am 19. Dezember 1857 in der Kapelle des Päpstlichen Englischen Kollegs in Rom das Sakrament der Priesterweihe. 
Am 20. April 1906 ernannte ihn Papst Pius X. zum Titularbischof von Arindela und zum Weihbischof in Westminster. Der Erzbischof von Westminster, Francis Alphonsus Bourne, spendete ihm am 1. Mai desselben Jahres in der Westminster Cathedral die Bischofsweihe; Mitkonsekratoren waren der Bischof von Portsmouth, John Baptist Cahill, und der Weihbischof in Westminster, Patrick Fenton.
Sein Grab befindet sich in der Kapelle des St. Edmund’s College in Ware, Hertfordshire.